# FHL 1909
Sezona 1909 lige FHL je bila šesta in zadnja sezona lige. Sodelovala so štiri moštva, Cornwall Hockey Club, Ottawa Senators, Renfrew Creamery Kings in Smith's Falls. Renfrew Creamery Kings so osvojili ligo z razmerjem zmag in porazov 6-0.

## Sezona
Sezona se je začela 8. januarja s tekmo med moštvoma Smith's Falls in Cornwall. Ker je bila druga tekma tistega večera, med moštvoma Renfrew in Senatorsi, preložena, je bilo treba izdelati nov urnik, tako da se je sezona začela na novo 15. januarja, ko so Senatorsi gostovali pri moštvu Smith's Falls. 
Cornwall je imel težave pri sestavljanju konkurenčnega moštva in je večkrat igral z nepolnoletnimi igralci. Po izzivu za Stanleyjev pokal proti moštvu Montreal Wanderers so Senatorsi odigrali ekshibicijsko tekmo proti Edmontonu in izgubili z 2-4.  Zanimanje za tekme Senatorsov je bilo majhno, saj sta moštvi Ottawa HC in Ottawa Cliffsides pritegnili več obiskovalcev v dvorano The Arena, tako da je zadnjo tekmo Senatorsov 15. februarja spremljalo le 200 navijačev. 

### Končna lestvica
| Moštvo                 | OT | Z | P | R | GF | GA |
| ---------------------- | -- | - | - | - | -- | -- |
| Renfrew Creamery Kings | 6  | 6 | 0 | 0 | 93 | 26 |
| Ottawa Senators        | 6  | 3 | 3 | 0 | 37 | 38 |
| Smith's Falls          | 6  | 2 | 4 | 0 | 35 | 71 |
| Cornwall HC            | 6  | 1 | 5 | 0 | 30 | 60 |

### Izidi
| Mesec   | Dan | Gosti         | Izid | Gostitelji    | Izid |
| ------- | --- | ------------- | ---- | ------------- | ---- |
| Januar  | 8   | Smith's Falls | 4    | Cornwall      | 5    |
| Januar  | 14  | Cornwall      | 12   | Renfrew       | 24   |
| Januar  | 15  | Senators      | 12   | Smith's Falls | 3    |
| Januar  | 21  | Renfrew       | 9    | Senators      | 2    |
| Januar  | 21  | Cornwall      | 5    | Smith's Falls | 12   |
| Januar  | 29  | Smith's Falls | 3    | Renfrew       | 23   |
| Januar  | 29  | Senators      | 9    | Cornwall      | 5    |
| Februar | 5   | Smith's Falls | 9    | Senators      | 8    |
| Februar | 5   | Renfrew       | 7    | Cornwall      | 3    |
| Februar | 10  | Renfrew       | 18   | Smith's Falls | 4    |
| Februar | 12  | Cornwall      | 0    | Senators      | 4    |
| Februar | 15  | Senators      | 2    | Renfrew       | 12   |

VirOttawa Citizen, 9. januar – 16. februar 1909

## Izziv za Stanleyjev pokal
Po koncu sezone je Renfrew igral proti TPHL moštvu Cobalt Silver Kings, ki je veljal kot za nekakšno stopničko pred možnim izzivom za Stanleyjev pokal proti ECHA moštvu Ottawa Hockey Club. Cobalt so premagali z 10-3. Kasneje je Renfrew igral še na dveh ekshibicijskih tekmah proti moštvu Montreal Wanderers in izgubil 8-11 v Renfrewu in 5-6 v Brockvillu. 
Izziv med Renfrewom in Ottawo so skrbniki Stanleyjevega pokala razveljavili, ker je Renfrew uporabljal igralce, ki so imeli pogodbe z ostalimi profesionalnimi klubi. Razsodili so namreč, da ne smejo igrati vsi igralci, ki so v Renfrew prišli po 2. januarju. Ti so bili Bert Lindsay, Didier Pitre in Steve Vair, ki so prišli v klub iz Edmontona po ekshibicijski tekmi v Ottawi (2. januarja). Ti igralci pa tudi z Edmontonom niso imeli sklenjene pogodbe za celo sezono, pač pa so bili "ringerji", ki so za Edmonton podpisali le za tekme izziva za Stanleyjev pokal. 